# Tas vezér
Tas, mint Tas vezér a honfoglaló magyarok tévesen kanonizált hét vezérének egyike. Valójában Árpád nagyfejedelem unokája volt, az augsburgi csata (955) következtében meghalt Lél apja.

## Származása
Anonymus vezérnévsora Álmos fia Árpád mellett Tas fia Lélt említi a honfoglaló vezérek között, azaz eszerint Tas Álmos kortársa, Lél pedig Árpád kortársa lett volna, ugyanakkor tudjuk, és Lél (Lehel) legendája is azt állítja, hogy Lél 60 évvel a  honfoglalás után az augsburgi csata következtében halt meg. Tast ugyanakkor a források és történészek is Lél apjának tartják, tévedés tehát Tas honfoglalás (előtti) vezérsége.

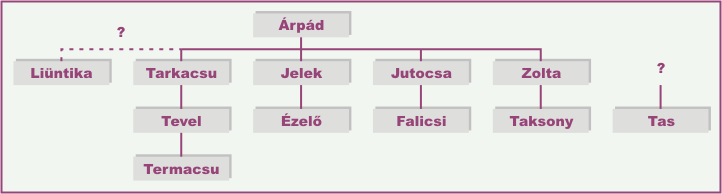
Árpád leszármazottai Konstantin szerint

948 körül VII. Bíborbanszületett Konstantin megadja Árpád nagyfejedelem négy fia és négy unokája nevét: Tarkacsu fia Teveli, Jeleg fia Ezeleg, Jutocsa fia Falicsi („a mostani fejedelem”), Zolta fia Taksony. Ezután megmondja, hogy Tarkacsu és Teveli már meghaltak, de ott van a követségben Teveli fia Termacsu. Azt is közli, hogy Árpád másik három fia is meghalt, de unokái, Fali, Tasi és Taksony még élnek. Eltűnt tehát a sorból Ezeleg, de feltűnt az előbb nem említett Tasi. Itt a császár nem említi az ötödik, valójában legidősebb fiú Liüntika nevét sem, akit pedig másik helyen, a bolgárok elleni hadjáratnál említ. Ismeri tehát a nevét, de itt csak az utódlás szempontjából fontos fiakat sorolja fel.
A probléma megoldását tekintve a történészek nem jutottak eddig egyetértésre. Abban a többség egyetért, hogy Tas Árpád unokája volt, de Hóman Bálint és Dümmerth Dezső szerint Tas Falicsi öccse, azaz Jutocsa fia, míg Györffy György szerint Ezeleg helyett Jeleg (Üllő) fia volt. Az első változat mellett szólhat, hogy Bíborbanszületett Konstantin az élő Árpád-unokák felsorolásakor Taksony esetében kiemeli, hogy Falicsinak és Tasnak unokatestvére. Györffy György álláspontját a magyar településnevek vizsgálatára alapozza, melynek során megállapította Árpád és utódainak szálláshelyeit, és azt találta, hogy ezek Üllő és Tas esetén egymáshoz közel esnek. Emellett a magyar források bizonyos bejegyzései is utalhatnak erre: Anonymus Tast Lél apjának nevezi. Lél más krónikák szerint a Szovárd nemzetség őse volt. Anonymusnál viszont az Árpád nagybátyjaként említett Hülek fiaként szerepel Szovárd és Kadocsa. Amennyiben a Hülek és Jeleg (Üllő) neve azonosítható, akkor ezek az információtöredékek lehetnek egy Jeleg–Tas–Lél–Szovárd nemzetség leszármazás nyomai (feltéve, ha megbízható adatokon alapulnak).

## Szállásterülete
Györffy György a magyarok esetén úgynevezett félnomád, téli-nyári legelőváltó életmódott feltételezett, melynek során Árpád és utódai is egy-egy folyó mentén – az állatok vízigénye miatt – vándoroltak téli és nyári szállásuk között. A magyar településnevek vizsgálatára alapozva azt találta, hogy Tas téli szállása a mai Tas környékén volt. Nyári szállásának helyét a ma Atkár részét képező Tas jelezheti. Tas szállásterülete így szomszédos a Kalocsa–Üllő vonalon nomadizáló Üllőével, de távol esik a Dunántúlon a Sárvíz mentén szállásterületet birtokló Jutocsáétól.
Tas nevét őrzi Nyírtass is, ami a nyíri-bihari dukátus területére esett. A dukátus rendszerint a trónörökös jussa volt, ami mindenképpen jelzi Tas Árpád-házi voltát. 948-ban, amikor a bizánci császár szerint Falicsi volt a nagyfejedelem, öccse vagy unokatestvére, Tas lehetett a trónörökös. Végül azonban nem ő – vagy csak nem tudunk róla – hanem Taksony lett Falicsi után a nagyfejedelem, vagy Tas halála, vagy a 955-ös augsburgi csata következtében, ami után Jutocsa és Üllő ágai háttérbe szorultak Árpád utódai között.

## AnonymusTas vezérről
Anonymus a Gesta Hungarorum című művében a következőket írja: 

„Tas, Lél apja … Szabolcs és Tas – utóbbi a Lél apja – a sereg felével a Tisza partján indult el, és az ottani népet hódoltatva vonult a Szamos folyó felé arra a helyre, amelyet most Sárvárnak mondanak. Ott a lápok alatt Tas, Lél apja, sok népet gyűjtött össze; vele aztán nagy árkot ásatott, s igen erős földvárat építtetett, amelyet először Tas várának neveztek, most pedig Sárvárnak hívnak. … Akkor Tas az urának, Árpád vezérnek meghódolt nép kérésére a Nyír és a Tisza között vásárt rendelt. Ennek a vásárhelynek a maga nevét adta, úgyhogy mindmostanáig Tas vásárának hívják. … Innen pedig a bodrogi részekre tértek, és a Vajas vize mellett ütöttek tábort. Azokon a részeken a vezér nagy földet adott lakosaival együtt Tasnak, Lél apjának és nagybátyjának, Kölpénynek, Botond apjának.” 

## Emlékek

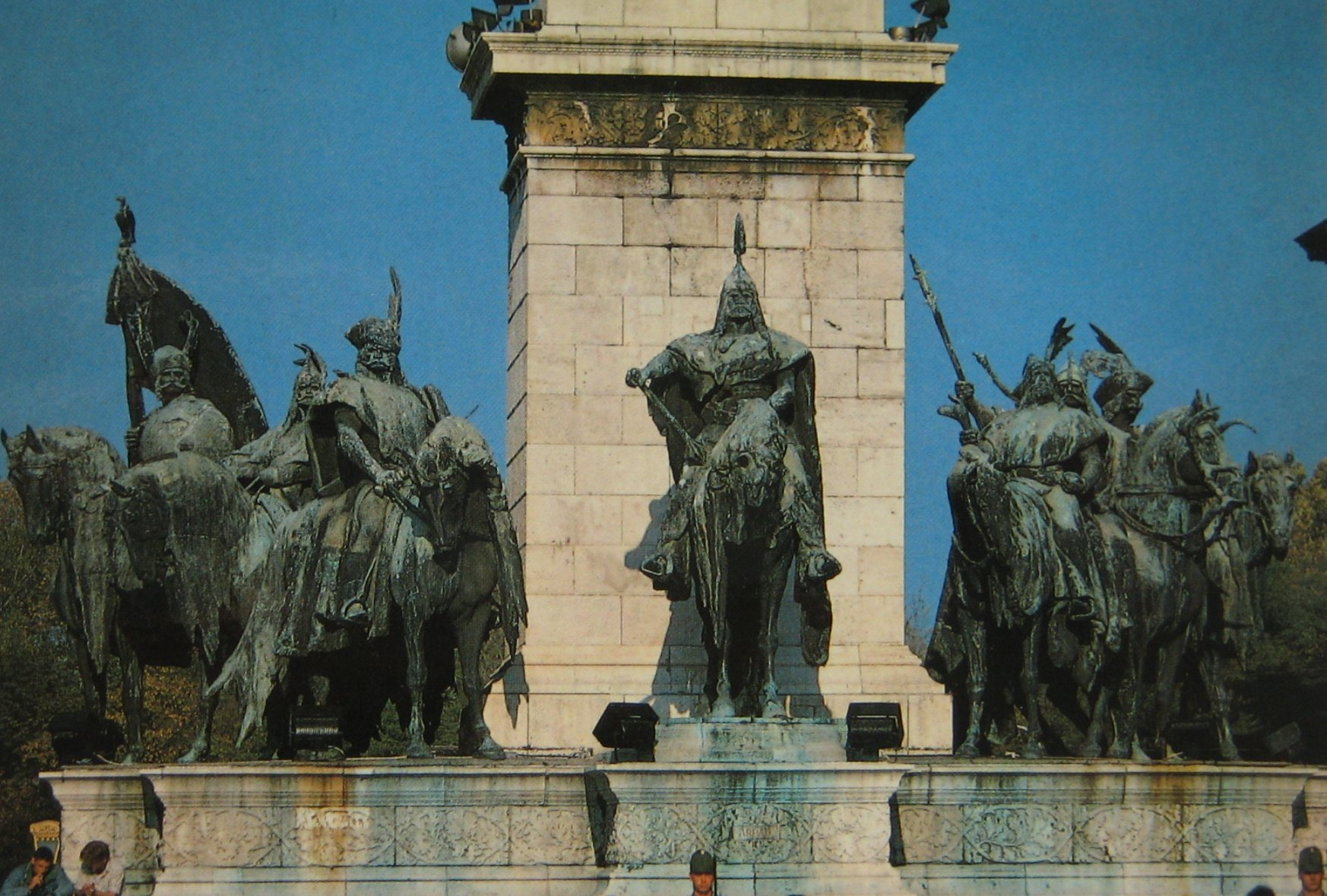
A Millenniumi emlékmű emlékoszlopánál Árpádtól jobbra a harmadik, leghátsó alak Tas vezér

- A Millenniumi emlékmű emlékoszlopánál jobboldalt a harmadik, leghátsó szobor, mely Zala György alkotása és 1928-ban állították fel, Tas vezér 4,7 méteres bronz lovasszobra.[4]

- A történelmi Magyarország főiskoláit magába foglaló Magyar Diákszövetség 1900-ban közadakozásból állíttatta a Hét vezér Emlékművet a pusztaszeri Árpád-halmon. Az emlékmű négy oldalán Árpád és honfoglaló vezéreinek bronzba öntött domborművű arcmását helyezték el.[5]

- Több magyar település is úgy tartja, hogy a Tas vezér törzse alapította, vagy utána nevezték el, ilyen 
  - Tass
  - Sárvár – ahol Tas várat emeltetett és
  - Nyírtass – ahol vásárt tartatott[6] és ahol most lovas szobra áll.

- Gárdonyi Géza így ír Tasról a Hét vezér című versében:

„…Tas vezér is gyöngy hírt hagyott magárul:
Marót királyt nadrágolta pogányul,
Ő volt apja a dicső nagy Lehelnek,
kinek kürtjét Jászberényben emeld meg! …” 
- Koltay Gábor Honfoglalás című filmjében Dörner György alakította Tast, aki a film szerint a Jenő törzs vezére volt, és Árpád fiával, Leventével együtt vezette a bolgárok elleni al-dunai hadjáratot.